# ZAIN ARTISTS
ZAIN ARTISTS（ヅァイン・アーティスツ）は、B ZONE傘下の芸能事務所で主にビーゾーンの作家陣が所属する事務所である。
1988年の設立時はSeas Music Factoryという社名であった。その後SEASに改称した。

## 所属アーティスト
- DIMENSION
  - 小野塚晃
  - 増崎孝司
  - 勝田一樹
- FEEL SO BAD
- organs cafe
- 池田大介
- 大島こうすけ
- 小澤正澄
- 黒瀬蛙一
- 後藤康二
- 新津健二
- 満園庄太郎
- 中間英明
- ZYYG

## かつて所属していたアーティスト
- XL
- 大黒摩季（系列の個人事務所B×3所属だった）
- 大葉るか
- 栗林誠一郎（系列の個人事務所RAD MUSIC所属だった）
- spAed
- SO-FI
- T-BOLAN（系列の個人事務所T.B.O所属だった）
- TWINZER
- 葉山たけし
- BUZZLIP
- PAMELAH
- 水原由貴
- B'z
- flow-war
- 増田隆宣
- WANDS（系列の個人事務所U.S.K所属だった）